# Challenger de Córdoba (Argentina) 2012
El torneo Copa Agco Córdoba 2012 es un torneo profesional de tenis. Pertenece al ATP Challenger Series 2012. Se juega su 1ª edición sobre superficie de tierra batida, en Villa Allende, Córdoba, Argentina entre el 15 y el 21 de octubre.

## Campeones

### Individual Masculino
- Guillaume Rufin derrotó en la final a  Javier Martí por 6–2, 6–3.

### Dobles Masculino
- Facundo Bagnis /  Diego Junqueira derrotaron en la final a ' Ariel Behar /  Guillermo Durán por 6-1, 6-2.